# Робертс, Джо (кёрлингист)
Джо Ро́бертс (англ. Joe Roberts) — американский кёрлингист. Чемпион мира среди мужчин 1976, двукратный чемпион США среди мужчин.
Играл в основном на позиции третьего.
В 1994 введён в Зал славы Ассоциации кёрлинга США (англ. United States Curling Association Hall of Fame) вместе со всей командой, победившей на чемпионате мира в 1976.

## Достижения
- Чемпионат мира по кёрлингу среди мужчин: золото (1976).
- Чемпионат США по кёрлингу среди мужчин: золото (1976, 1984).

## Команды
| Сезон   | Четвёртый    | Третий       | Второй        | Первый          | Турниры                       |
| ------- | ------------ | ------------ | ------------- | --------------- | ----------------------------- |
| 1974—75 | Брюс Робертс | Джо Робертс  | Гэри Клеффман | Джерри Скотт    | ЧСША 1975 (??? место)         |
| 1975—76 | Брюс Робертс | Джо Робертс  | Гэри Клеффман | Джерри Скотт    | ЧСША 1976 · ЧМ 1976           |
| 1976—77 | Брюс Робертс | Джо Робертс  | Гэри Клеффман | Джерри Скотт    | ЧМ 1977 (4 место)             |
| 1977—78 | Брюс Робертс | Джо Робертс  | Гэри Клеффман | Джерри Скотт    | ЧСША 1978 (??? место)         |
| 1983—84 | Джо Робертс  | Брюс Робертс | Гэри Клеффман | Джерри Скотт    | ЧСША 1984 · ЧМ 1984 (6 место) |
| 2011—12 | Tom Scott    | Джо Робертс  | Tony Wilson   | Benjamin Wilson | [ 4 ]                         |

(скипы выделены полужирным шрифтом)

## Частная жизнь
Его старший брат Брюс Робертс — тоже кёрлингист, играл в команде вместе с Джо, они вместе выиграли чемпионат мира и два чемпионата США.